# Champagner und Kamillentee
Champagner und Kamillentee ist ein deutscher Fernsehfilm von Marijan Vajda aus dem Jahr 1997. Er beruht auf dem gleichnamigen 1992 erschienenen Roman von Franziska Stalmann. Andrea Sawatzki und Oliver Stritzel sind in den Hauptrollen besetzt.

## Handlung
Iris Dohmann ist der Überzeugung, glücklich verheiratet zu sein. Als ihr Ehemann, der Internist Rüdiger Dohmann, Iris offeriert, dass er sich scheiden lassen will und er mit seiner Affäre, der Psychologin Clarissa Mawaldt, schwanger ist, bricht für sie eine Welt zusammen. Während dieser Zeit stehen ihr ihre Freunde bei. Schon bald findet sie in ihrem neuen Nachbarn, dem Bankmanager Martin Gräf, eine neue Liebe und wird prompt schwanger. Sie will das Kind trotz gegebener Risikoschwangerschaft zur Welt bringen.

## Produktionsnotizen
Für die Produktion Champagner und Kamillentee zeichnete die Ziegler Film unter Federführung von Produzentin Mariette Rissenbeek verantwortlich. Die Erstausstrahlung erfolgte am 26. Oktober 1997 zur Hauptsendezeit im ZDF.

## Kritik
Der Filmdienst konstatierte zu Champagner und Kamillentee: „Die oberflächlich-turbulente (Fernseh-)Emanzipationskomödie verharmlost das Problem der Scheidungsarmut und stellt als Ausgleich einen lockeren Lebenswandel und neues Liebesglück in Aussicht.“.